# Primera División 1913 (Argentina)
Nel 1913 si disputò la ventunesima Coppa Campeonato, organizzata dalla Asociación Argentina de Football
Il torneo venne vinto dall'Estudiantes de la Plata, al primo trionfo della sua storia.

## Coppa Campeonato

### Girone di qualificazione
| Squadra                 | Pti | G  | V  | N | P  | GF | GS | DR  |
| ----------------------- | --- | -- | -- | - | -- | -- | -- | --- |
| Estudiantes (C)         | 24  | 14 | 12 | 0 | 2  | 41 | 5  | +36 |
| San Isidro              | 24  | 14 | 11 | 2 | 1  | 44 | 8  | +36 |
| Racing Club             | 24  | 14 | 10 | 4 | 0  | 30 | 7  | +23 |
| Belgrano                | 18  | 14 | 8  | 2 | 4  | 34 | 16 | +18 |
| Boca Juniors            | 18  | 14 | 8  | 2 | 4  | 29 | 16 | +13 |
| Platense                | 18  | 14 | 8  | 2 | 4  | 36 | 25 | +11 |
| Quilmes                 | 18  | 14 | 8  | 2 | 4  | 29 | 21 | +8  |
| Independiente           | 13  | 14 | 6  | 1 | 7  | 26 | 23 | +3  |
| Estudiantil Porteño     | 13  | 14 | 5  | 3 | 6  | 32 | 33 | -1  |
| Banfield                | 13  | 14 | 5  | 3 | 6  | 23 | 31 | -8  |
| Comercio                | 10  | 14 | 4  | 2 | 8  | 26 | 34 | -8  |
| Ferro Carril Oeste (BA) | 6   | 14 | 1  | 4 | 9  | 16 | 31 | -15 |
| Ferrocarril Sud         | 4   | 14 | 1  | 2 | 11 | 17 | 51 | -34 |
| Olivos                  | 4   | 14 | 1  | 2 | 11 | 10 | 49 | -39 |
| Riachuelo               | 3   | 14 | 0  | 3 | 11 | 8  | 51 | -43 |

### Secondo turno

#### Gruppo A
| Squadra         | Pti | G  | V  | N | P | GF | GS | DR  |
| --------------- | --- | -- | -- | - | - | -- | -- | --- |
| Estudiantes (C) | 31  | 18 | 15 | 1 | 2 | 47 | 6  | +41 |
| River Plate     | 31  | 18 | 13 | 5 | 0 | 36 | 9  | +27 |
| Platense        | 21  | 18 | 9  | 3 | 6 | 38 | 32 | +23 |
| Belgrano        | 18  | 18 | 8  | 2 | 8 | 34 | 16 | +18 |
| Banfield        | 16  | 18 | 6  | 4 | 8 | 24 | 36 | -12 |

Spareggio
| 21 dicembre 1913 |     |             |  |
| Estudiantes (C)  | 3–0 | River Plate |  |

#### Gruppo B
| Squadra       | Pti | G  | V  | N | P  | GF | GS | DR  |
| ------------- | --- | -- | -- | - | -- | -- | -- | --- |
| San Isidro    | 32  | 19 | 14 | 4 | 1  | 53 | 13 | +40 |
| Boca Juniors  | 27  | 19 | 12 | 3 | 4  | 35 | 19 | +16 |
| Quilmes       | 18  | 19 | 8  | 2 | 9  | 29 | 21 | +8  |
| Independiente | 17  | 19 | 7  | 3 | 9  | 32 | 32 | 0   |
| Porteno       | 17  | 19 | 7  | 3 | 9  | 43 | 44 | -1  |
| Comercio      | 15  | 19 | 6  | 3 | 10 | 30 | 42 | -12 |

#### Gruppo C (playout)
| Squadra                 | Pti | G  | V | N | P  | GF | GS | DR  |
| ----------------------- | --- | -- | - | - | -- | -- | -- | --- |
| Ferro Carril Oeste (BA) | 9   | 17 | 2 | 5 | 10 | 22 | 36 | -14 |
| Ferrocarril Sud         | 8   | 17 | 3 | 2 | 12 | 19 | 54 | -35 |
| Olivos                  | 7   | 17 | 2 | 3 | 12 | 15 | 51 | -36 |
| Riachuelo               | 5   | 17 | 1 | 3 | 13 | 16 | 62 | -46 |

### Finale
| 28 dicembre 1913 |     |            |  |
| Estudiantes (C)  | 2–0 | San Isidro |  |

## Fonti
- RSSSF - Argentina 1913, su rsssf.com.